# كم سونغ كيو
كيم سونغ كيو (هانغل: 김성규; من مواليد 28 أبريل، 1989) هو كاتب أغاني ومغني وممثل مسرحيات كوري جنوبي. وهو عضو وقائد في فرقة الفتيان الكورية الجنوبية إنفينت تحت إدارة ووليم إنترتينمنت. كان أول ظهور له كفنان منفرد في 7 نوفمبر، 2012 مع أول أسطوانة مطولة له بعنوان (بالإنجليزية: Another Me)‏، أصدرت في 12 نوفمبر، 2012.
كما صدر له ألبوم منفرد ثان في 11 ماي 2015 تحت عنوان " 27 "، وهو من إنتاج Kim Jong-wan مغني فرقة الروك الكورية Nell.

## سيرة
ولد كيم سونغ كيو في 28 أبريل، 1989، مدينة جونجو، كوريا الجنوبية. حضر Jeonju National University High School و كان في فرقة روك مدرسية "Coma Beat." وعندما قال سونغ كيو لوالديه عن حلمه أن يصبح مغني، رفضوا ذلك لأنهم أرادوا له أن يعيش حياة طبيعية.

## وصلات خارجية
- كم سونغ كيو على موقع ميوزك برينز (الإنجليزية)
- كم سونغ كيو على موقع ديسكوغز (الإنجليزية)

- كيم سونغ كيو على تويتر
- كيم سونغ كيو على إنستغرام